# 羅伯茨法院
羅伯茨法院（英語：Roberts Court）是自2005年以來美國最高法院由首席大法官約翰·羅伯茨領導的時期。它通常被認為比之前的倫奎斯特法院更保守，也是自20世紀40年代文森法院以來最保守的法院。這是由於溫和派大法官桑德拉·戴·奧康納和安東尼·肯尼迪的退休，自由派大法官露絲·貝德·金斯堡的去世，以及隨後保守派大法官塞繆爾·阿利托、布雷特·卡瓦諾和艾米·科尼·巴雷特分別接替他們的職位所致。
自金斯伯格去世后，人们普遍认为法院在意识形态上分为三派，索尼婭·索托馬約爾、埃琳娜·卡根和凯坦吉·布朗·杰克森组成自由派；罗伯茨、卡瓦诺和巴雷特组成中间派保守派，通常不愿意推翻判决先例；阿利托、克拉倫斯·托馬斯和尼爾·戈萨奇组成强硬派保守派，通常愿意推翻判决先例。

## 成员
约翰·羅伯茨最初是由喬治·W·布希用于接替已經决定從法院退休的陪审大法官桑德拉·戴·奧康納。然而，在參議院對羅伯茨的大法官提名採取行動之前，首席大法官威廉·倫奎斯特去世，布希總統于是改提名羅伯茨填補首席大法官空缺。羅伯茨的首席大法官提名於2005年得到參議院的確認。羅伯茨於2005年9月29日在白宮宣誓就職，宣誓就職後不久，由資深助理大法官約翰·保羅·史蒂文斯（在出缺期間擔任代理首席大法官）主持。10月3日，羅伯茨按照1789年《司法法》的規定，在2005年任期的第一次口頭辯論之前宣誓就職。羅伯茨法院一開始由羅伯茨擔任首席大法官和倫奎斯特法院的8名留任者：史蒂文斯、奧康納、安東寧·斯卡利亞、安東尼·肯尼迪、大衛·蘇特、克拉倫斯·托馬斯、露絲·貝德·金斯伯格和斯蒂芬·布雷耶。
另外，布希總統提名塞繆爾·阿利托（在布希的第一個提名人，白宮顧問哈里特·邁爾斯退出後）接替奧康納，並於2006年1月獲得確認。2009年，奧巴馬總統提名索尼婭·索托馬約爾接替蘇特，2010年奧巴馬提名埃琳娜·卡根接替史蒂文斯。時隔6年，斯卡利亞大法官於2016年2月去世。隨後一個月，奧巴馬提名了梅里克·加蘭，但加蘭的提名從未被參議院審議，當參議院第114届國會結束，第115届國會於2017年1月3日開始時，提名就自动失效了。2017年就職11天后，即2017年1月31日，總統唐納德·特朗普提名尼爾·戈萨奇接替斯卡利亞。參議院中的民主黨人阻撓了戈蘇奇的提名，這導致共和黨人行使“核选项”。之後，戈蘇奇於2017年4月被確認。2018年7月9日，特朗普提名布雷特·卡瓦诺接替肯尼迪（肯尼迪於7月31日退休），他於2018年10月6日被確認。金斯伯格法官於2020年9月18日去世。一周後，特朗普提名艾米·康尼·巴雷特接替金斯伯格，她於2020年10月26日被確認。
2022年1月27日，布雷耶在给总统乔·拜登的信中正式宣布退休。2月25日，拜登提名华盛顿特区巡回法院法官凯坦吉·布朗·杰克森接替布雷耶，4月7日，参议院以53-47票确认杰克森的任命。 布雷耶一直在最高法院任职，直到2022年6月30日中午进入夏季休会期，此时杰克森宣誓就职，成为第一位黑人女性大法官和第一位在最高法院任职的前联邦公设辩护人。

### 时间线
备注:  蓝色竖线表示当前时间(2025年3月).

## 其他政府部门
该届法院历经包括喬治·W·布希、巴拉克·奧巴馬、唐納德·特朗普和喬·拜登四任总统。國會包括第109届到現時的第117届美國國會。

## 司法哲學
羅伯茨法院被描述為“在大多數情况下是保守的，在某些情况下是自由的”，在斯卡利亞法官去世之前，有五名傾向保守的法官和四名傾向自由的法官。阿利托、托馬斯、肯尼迪、羅伯茨和斯卡利亞一般都採取了較為保守的立場，而金斯堡、布雷耶、索托馬約爾和卡根則普遍採取了較為自由的立場。蘇特和史蒂文斯在各自退休前也是自由派陣營的一員。儘管肯尼迪大法官經常站在自由派陣營一邊，但這兩大陣營的選民在幾起重大案件中並肩作戰。羅伯茨也是一個搖擺不定的投票人，經常主張在兩大法官意识形态阵营之間做出狹隘的裁决和妥協。儘管法院有時確實會按照黨派劃分，但律師兼SCOTUSblog創始人湯姆·戈爾茨坦（Tom Goldstein）指出，更多的案件是9比0决定的，而且法官個人持有廣泛的觀點。
羅伯茨在最高法院的司法理念已經被包括傑弗里·羅森（Jeffrey Rosen）和馬西婭·科伊爾（Marcia Coyle）在內的主要法院評論員所評估。儘管羅伯茨被認為具有保守的司法理念，但他在全國獨立商業聯合會（National Federation of Independent Business v. Sebelius）（2012）堅持《患者保护与平价医疗法案》（ACA）的合憲性，引起了新聞界對其保守司法理念與其他持保守立場的現任法官相比的相對地位的反思；他被視為有一個更溫和的保守主義傾向，特別是當他支持ACA的投票时。
關於羅伯茨同時代的同僚，他的司法哲學被認為比安東寧·斯卡利亞和克拉倫斯·托馬斯的司法哲學更為溫和和居中。與斯卡利亞不同，羅伯茨並沒有特別強調對原旨主義或立憲者意圖的解讀，這一點在斯卡利亞的演講和著作中已經很明顯了。羅伯茨對法院的最大傾向是試圖重新確立法院的中間派方向，即政黨中立，與他的前任倫奎斯特相比，倫奎斯特為促進法院的國家權利取向作出了重大努力。羅伯茨的投票模式反映了他保守的司法哲學，與法庭上的塞繆爾·阿利托最為相似，後者也與保守司法哲學中的自由主義傾向聯系在一起。

## 拓展阅读
- Chemerinsky, Erwin. "Roberts Court at Age Three, The." Wayne L. Rev. 54 (2008): 947.
- Collins, Ronald KL. "Foreword, Exceptional Freedom—The Roberts Court, the First Amendment, and the New Absolutism." Albany Law Review 76.1 (2013): 409–66. online （页面存档备份，存于）
- Franklin, David L. "What kind of business-friendly court? Explaining the Chamber of Commerce's success at the Roberts Court." Santa Clara Law Review 49 (2009). online （页面存档备份，存于）
- Gottlieb, Stephen E. Unfit for Democracy: The Roberts Court and the Breakdown of American Politics (New York University Press, 2016. xii, 381 pp
- Liptak, Adam. "Court under Roberts is most conservative in decades." Sup. Ct. Preview (2012): 48. online （页面存档备份，存于）
- Mazie, Steven V. American Justice 2015: The Dramatic Tenth Term of the Roberts Court. (University of Pennsylvania Press, 2015).
- Tushnet, Mark. In the Balance: Law and Politics on the Roberts Court (WW Norton, 2013). Pp. xviii, 324pp